# Campeonato Mundial de Ciclismo de Montaña de 2025
El XXXVI Campeonato Mundial de Ciclismo de Montaña se celebrará en Valais (Suiza) entre el 2 y el 14 de septiembre de 2025, bajo la organización de la Unión Ciclista Internacional (UCI) y la Unión Ciclista de Suiza.